# ルシー・テイラー
ルシー・テイラー（Russi Taylor, 1944年5月4日 - 2019年7月26日）は、アメリカ合衆国出身の声優。ディズニーキャラクター、ミニーマウスの声を1986年から亡くなるまで担当していた。

## 人物
幼少期にディズニーランドに来園した際に生前のウォルト・ディズニーと対面し会話をしており、将来の夢を聞かれ「あなたのために働きたい」と回答している。
1986年の声優オーディションで約200人の中から選ばれ、ミッキーマウスの永遠のガールフレンド・ミニーマウスを33年に渡って好演。
TVアニメやOVAをはじめ、「ミニーの家」「ミッキーのフィルハーマジック」などのディズニー・テーマパークのアトラクションでもミニーマウスを演じている。東京ディズニーリゾートでも「ビッグバンドビート」や「ナイトフォール・グロウ」といったエンターテイメントでテイラーの演じるミニーマウスの声を耳にすることができる。
ミニーマウスの他にも『ファンタジア2000』のデイジーダックや『シンデレラ』続編シリーズのフェアリー・ゴッドマザーとドリゼラ・トレメインなど様々なディズニーキャラクターの声を担当している。
テイラーに先立って1977年からミッキーマウス役の声優を務めていたウェイン・オルウィンと、1991年に結婚。ハワイで挙式し公私共々のパートナーとなる。2008年には夫妻でディズニー・レジェンドを受賞。
しかし、2009年5月18日、オルウィンが糖尿病による合併症のためロサンゼルスUCLA医療センターで逝去。テイラーは最期を看取った。それでもパートナーを喪った悲しみを乗り越え、引き続きミニーマウスの声を演じた。
2019年7月26日、75歳で死去。グーフィー役のビル・ファーマーは彼女の没後のインタビューで「彼女はミニーマウスのようにワンダフルで愉快で素敵な人だった。そして控えめだが才能のある人だった」とコメントしている。

## 出演作品

### テレビアニメ
- アドベンチャーズ・オブ・ソニック・ザ・ヘッジホッグ（マイルス "テイルス" パウアー）※パイロット版
- アラジンの大冒険（女性）
- ガミー・ベアの冒険（マダム・プラシーボ）
- キム・ポッシブル（ロケットブースター#2）
- キャッツ&カンパニー（バービー・ウィンスロー）
- クレヨンしんちゃん（野原ひまわり、シロ、マサオくん、チーター〈河村やすお〉、野原つる、小山ひさえ、桜ミミ子）※Vitello版
- クワック・パック（ヘルガ・ニードルホファー）
- ザ・シンプソンズ（シェリー・マックルベリー〈初代〉、テリー・マックルベリー〈初代〉、マーティン・プリンス〈初代〉、ウェンデル・ボートン、ユーター・ゾーカー〈初代〉、イアン、ルイス・クラーク〈シーズン2 #19のみ代役〉、マーサ・プリンス〈初代〉、シドニー・スウィフト）※シーズン1 #2 - 31 #4
- ザ・パックマン・ショー（パックベイビー）
- ジェイクとネバーランドのかいぞくたち（ネバーバード、ギリー、ヤドカリ）
- スーパーマン（ラナ・ラング（幼少期））
- スマーフ（スムーグル）
- ダックテイルズ（ドナルド・ダック（子供時代））
- ダンジョンズ&ドラゴンズ（妖精ドラゴンのアンバー）
- ちいさなプリンセス ソフィア（フォーナ、セドリックの母、ヒギンズ夫人、ウィニフレッド）
- ティーン・タイタンズ（メルビン、ティミー）
- ハウス・オブ・マウス（ミニーマウス、クララ・クラック、フェアリー・ゴッドマザー、ドリゼラ・トレメイン、動物、歯磨き粉のCMの少年）
- ハッピータウンの小さなピエロたち（ラルフィー）
- マイリトルポニー（ローズダスト、カップケーキ、モーニンググローリー）
- マペット・ベイビーズ（ゴンゾ、カミラ、ロビン、ファニー）
- ミッキーマウス!（ミニーマウス、ヒューイ / デューイ / ルーイ）
- ミッキーマウス クラブハウス（ミニーマウス、キュードルズ）
- ミッキーマウス ミックス・アドベンチャー（ミ二ーマウス）
- ミッキーマウスとロードレーサーズ（ミニーマウス、クララ・クラック、マクスノーター夫人）
- ミッキーマウス・ワークス（ミ二ーマウス、クララ・クラック、ヒューイ / デューイ / ルーイ）
- 森の中の千の光（グロキャッピー）
- ライオン・ガード（ツチブタのムハンガ、ダチョウのムブニ）
- ライオン・キングのティモンとプンバァ（妖精）
- リトル・マーメイド（パールのお母さん）
- わんぱくダック夢冒険（ヒューイ / デューイ / ルーイ、ウェビー・ヴァンダークワック）

### 劇場アニメ
- グーフィーのサッカー大好き!（ヒューイ / デューイ / ルーイ、ダックおばあちゃん、TVのシェフ）
- ロジャー・ラビット（ミニーマウス、鳥）
- ミッキーのアルバイトは危機一髪（ミニーマウス）
- ベイブ（ダッチェス）
- ブレイブ・リトル・トースター 火星へ行こう!（ロビー）
- ベイブ/都会へ行く（ピンクのプードル）
- ダックテイル・ザ・ムービー/失われた魔法のランプ（ヒューイ / デューイ / ルーイ、ウェビー・ヴァンダークワック）
- ファンタジア2000（デイジーダック）
- 平成狸合戦ぽんぽこ（お玉）
- ザ・シンプソンズ MOVIE （マーティン・プリンス）
- ミッキーのミニー救出大作戦（ミニーマウス）

### オリジナルビデオ
- シンデレラII（フェアリー・ゴッドマザー、ドリゼラ・トレメイン）
- シンデレラIII 戻された時計の針（フェアリー・ゴッドマザー、ドリゼラ・トレメイン）
- きつねと猟犬2 トッドとコッパーの大冒険（トゥイード夫人）
- ミッキー、ドナルド、グーフィーの三銃士（ミニーマウス）
- ミッキーの悪いやつには負けないぞ!（ミニーマウス）
- ミッキーのマジカル・クリスマス 雪の日のゆかいなパーティー（ミニーマウス）
- ミッキーのクリスマスの贈りもの（ミニーマウス）

### ビデオゲーム
- ダックテイルズ：ゴールドの探求（ヒューイ / デューイ / ルーイ、ウェビー・ヴァンダークワック）
- キングスクエストVI: 今日の相続人は明日にはいなくなる（セレステ）
- 栄光への探求：闇の影（タニヤ・マルカロフ）
- ザ・シンプソンズ: カートゥーンスタジオ（マーティン・プリンス）
- ザ・シンプソンズ：バーチャル・スプリングフィールド（マーティン・プリンス）
- 101匹わんちゃん アニメーション・ストーリーブック（ラッキー、ナニー）
- ガブリエル・ナイト3: 聖なる者の血、呪われた者の血（シモーネ）
- キングダム ハーツ（ミニー王妃）
- キングダム ハーツII（ミニー王妃、動物）
- ディズニープリンセス 魔法の世界へ（ミニーマウス）
- ザ・シンプソンズ・ゲーム（マーティン・プリンス、シェリー・マックルベリー、テリー・マックルベリー、ユーター・ゾーカー）
- ウォーリー（アクシオム パッセンジャー）
- ディズニー・シンク 早押しクイズ（フェアリー・ゴッドマザー、学生のカニ）
- キングダム ハーツ バース バイ スリープ（ミニーマウス、ドリゼラ・トレメイン、フェアリー・ゴッドマザー、フォーナ、ヒューイ / デューイ / ルーイ）
- Kinect: ディズニーランド・アドベンチャーズ（ミニーマウス）
- キングダム ハーツ 3D ［ドリーム ドロップ ディスタンス］（ミニー）
- ダックテイルズ：リマスター（ヒューイ / デューイ / ルーイ、ウェビー・ヴァンダークワック）
- アイラブミッキーマウス ふしぎのお城大冒険（ミニーマウス）
- ディズニー マジックキャッスル マイ・ハッピー・ライフ（ミニーマウス）
- ディズニー インフィニティ3.0（ミニーマウス）
- キングダム ハーツIII（ヒューイ / デューイ / ルーイ）

### テレビ番組
- D-TV（1987年 - 1989年、ミニーマウス、ダルメシアンの子犬）
- トータリー・ミニー（1988年、ミニーマウス）
- ミッキーマウス60周年記念（1988年、ミニーマウス）

### CM
- マクドナルド（バーディ）